# Мале Маклашкіно
Мале Макла́шкіно (рос. Малое Маклашкино, чув. Макаçкасси) — присілок у складі Маріїнсько-Посадського району Чувашії, Росія. Входить до складу Сутчевського сільського поселення.
Населення — 129 осіб (2010; 138 у 2002).
Національний склад:
- чуваші — 96 %